# Спів
Спів, також співоче мистецтво, вокальне мистецтво (англ. singing) — виконання музики за допомогою голосу, мистецтво
передавання засобами співацького голосу, на відміну від інструментальної музики, художнього змісту музичного твору. Спів може бути сольним, ансамблевим (дует, тріо, квартет, квінтет тощо), хоровим, із супроводом або без нього.

## Різновиди
За психофізіологічною та виконавською природою спів поділяється на три види — народний, академічний та естрадний.
- Народний спів спирається на народно-пісенні та виконавські традиції певних географічних регіонів, що передаються від покоління до покоління як усна пісенна традиція. В Україні у народній традиції найпоширенішим є білий спів.
- Академічний, або класичний, спів має певну штучність звуковидобування і поділяється на три основні стилі: кантиленний, наспівний, коли звук ллється плавно, без переривання звучання; декламаційний, наближений до інтонацій мовлення; колоратурний, наближений до кантиленного, але збагачений віртуозними прикрасами, пасажами, фіоритурами тощо; Для оволодіння такими стилями співу необхідні не тільки музичні здібності та наявність перспективних вокальних даних, але й спеціальне співацьке навчання — т.з. постановка голосу, що передбачає набуття уміння природно поєднувати у співі вокальне і мовленнєве начала. Академічний спів використовується головним чином у «класичних» жанрах музики для виконання оперних партій, романсів, номерів з оперет або мюзиклів. Від народного і естрадного співу академічний відрізняється не тільки жанровою сферою застосування, але і, звичайно ж, виконавською технікою. Особливість академічної постановки полягає у специфічній вокальній позиції, яку часто називають оперною або класичною. На відміну від естрадного вокаліста, чий спів під час концерту підсилюється апаратурою і обробляється різними ефектами, оперному співакові треба вміти озвучити зал виключно силою свого голосу. А щоб звук вийшов не тільки гучним, але і красивим, слід направити його в потрібну точку, задіяти різні м'язи, вокальні резонатори, правильне дихання. Крім того, бажано знати нотну грамоту, навчитися читати рідною мовою опери — італійською, і, хоча б, трохи грати на фортепіано, щоб самостійно розбирати партії.[1]
- Сучасний естрадний спів, що передбачає якнайширше використання підсилювальних пристроїв (мікрофону), відкидає необхідність академічного вокального навчання, спираючись переважно на побутову манеру вокалізації, коли голосовий апарат функціонує на центральній ділянці діапазону, криком або хрипом компенсуючи акустично збіднені верхню та нижню ділянки діапазону. Щоправда, останнім часом з'явились викладачі естрадного вокалу, проте поки що вони не набули поширення, і естрадні співаки в разі необхідності видобувати високі звуки застосовують звичайний крик або звертаються до назалізованої манери звуковидобування. Спів «мікрофонних» солістів бідний на такі важливі акустичні якості, як висока співацька форманта, польотність, опора, сила, кантилена тощо.

При цьому слід враховувати, що естрадні виконавці вважають мікрофон органічною частиною голосового апарату, без якої спів просто неможливий і не можуть співати навіть «не надто високо, не сильно, не тривало і не часто» (Р.Юссон), а виконавці народного та академічного спрямування використовують мікрофон як допоміжний засіб для виступу просто неба, на стадіонах, у палацах спорту та ін. Ряду музичних напрямків характерні особливі прийоми звуковидобування, такі як ґроул, скримінг, йодль.
Анатолій Солов'яненко вважав, що італійська школа співу є найкращою у світі, тому що вона максимально використовує можливості людського голосу.

## Фізіологія співу
Людський голос постає при взаємодії ряду анатомічних пристосувань, що зазвичай називають голосовим апаратом:
- гортань, в якій уміщені голосові зв'язки
- бронхи, трахея та легені, а також черевні м'язи, м'язи тазового дна і діафрагма
- ротова та носова порожнини
- язик, зуби, губи, піднебіння

Всупереч поширеним переконанням, повітряний потік не виштовхується через діафрагму при співі. Повітря вдихається за допомогою діафрагми і видихається через черевні м'язи і м'язи тазового дна, як і при нормальному подиху. Рухи діафрагми не залежать від людської волі. Діафрагма відокремлює груди від живота, і її рухи можливі завдяки черевним, міжреберним та спинним м'язам. Звуковисотність управляється голосовими зв'язками.
Розділ медицини, що вивчає та впроваджує методи профілактики та лікування порушень функцій голосового апарату називається фоніатрією, а відповідні фахівці — фоніа́трами. Лікарі-фоніатри зазвичай працюють при оперних театрах та інших музичних установах.

## Джерело
- Юрій Юцевич. Музика: словник-довідник. — Тернопіль, 2003. — 404 с. — ISBN 966-7924-10-6. (html-пошук по словнику, djvu)